# Valverde, Pavia
Valverde là một đô thị ở tỉnh Pavia trong vùng Lombardia, có cự ly khoảng 70 km về phía nam của Milan và khoảng 35 km về phía nam của Pavia. Tại thời điểm ngày 31 tháng 12 năm 2004, đô thị này có dân số 333 người và diện tích là 14,8 km².
Valverde giáp các đô thị: Ruino, Val di Nizza, Varzi, Zavattarello.